# Rheumaptera grisearia
Rheumaptera grisearia är en fjärilsart som beskrevs av John Henry Leech 1897. Rheumaptera grisearia ingår i släktet Rheumaptera och familjen mätare. Inga underarter finns listade.